# António de Castro Xavier Monteiro
António de Castro Xavier Monteiro, né à Guimarães au Portugal le 1er décembre 1919 et mort le 13 août 2000 à Lamego au Portugal, est un évêque catholique portugais du XXe siècle.

## Biographie
Né dans la petite commune rurale Guimarães, António de Castro Xavier Monteiro est ordonné prêtre le 15 août 1942. 
Le 22 février 1964 le pape Paul VI le nomme évêque titulaire d'Ombi (de) et évêque auxiliaire de Vila Real. Il participa à ce titre au Concile Vatican II. Le 3 février 1966, il devient évêque auxiliaire de Lisbonne, le pape lui attribuant le rang d'archevêque et le nommant également à cette occasion archevêque titulaire de Mytilène (de). Enfin, le 1er juillet 1972, il est nommé archevêque-évêque de Lamego, fonction qu'il assumera jusqu'à son départ à la retraite le 5 janvier 1995.

## Mort
António de Castro Xavier Monteiro est mort à l'âge de 80 ans, à Lamego le 13 août 2000. Une plaque commémorative lui est dédiée à Guimarães sa ville natale.